# Турчин Микола Павлович
Турчин Микола Павлович (31 липня 1948, с. Чемер — 20 серпня 2017, Чернігів) — фотожурналіст, фотохудожник, голова Чернігівської обласної організації Національної спілки фотохудожників України, один із засновників (разом із Кошмалом) фотоклубу «Прекрасне поруч».

## Біографія
Фотографією професійно почав займатися в 50 років. До того працював інженером.
У 2012 році разом із Віктором Кошмалом заснували фотоклуб «Прекрасне поруч».

## Нагороди
Лауреат обласної премії ім. Михайла Коцюбинського за фото до книги «Спас чернігівський».

## Ілюстрування книг
- «Спас чернігівський»[6][7]
- «Чернігів стародавній»[6]
- «Собор Різдва Богородиці в Козельці», 2012[8]